# Museo de Tropas de Montaña
El Museo de Tropas de Montaña "General Edelmiro Julián Farrell" fundado en 1975 es un museo militar del Ejército Argentino con sede en Bariloche (RN) y en la órbita de la red de museos de la defensa bajo la gestión del Ministerio de Defensa.
Se halla en la guarnición militar de Bariloche, y más precisamente en las instalaciones de la Escuela Militar de Montaña, con su actual forma desde 2000. Así, el museo fue declarado de interés provincial por el Concejo Deliberante de Bariloche en 2019 al cumplirse 55 años de ese instituto.
El museo exhibe los materiales históricos empleados por el Ejército en el ambiente geográfico de montaña, y la historia de la ciudad de Bariloche, permitiendo ilustrar la historia de la aptitud especial de montaña y la trayectoria del teniente general Juan Domingo Perón en esa aptitud, así como la del andinismo argentino.